# 田辺石材店
田辺石材店（たなべせきざいてん）は新潟県阿賀野市にある石材店。主に墓石などを製造、販売している。

## 概要
1899年（明治32年）に現在の新潟県阿賀野市で創立。一般の墓石から石材彫刻、神社仏閣など幅広く取り扱っている。

## 賞歴
代表の田辺聡志は、技能グランプリ全国大会や技能五輪全国大会での受賞歴がある。